# Giorgio Tononi
Giorgio Tononi (Trento, 1932 – Trento, 13 de abril de 2013) fue un político italiano, alcalde de Trento entre 1975 y 1983 y presidente del Consiglio regionale del Trentino-Alto Adige entre 1988 y 1989.

## Biografía
Giorgio Tononi nació en Trento en 1932. Casado, ha sido padre de tres hijos: Giulio, profesor de psiquiatría en la Universidad de Wisconsin-Madison; Massimo, mánager y político, subsecretario de Economía en el Gobierno Prodi II, y Marcello.

## Trayectoria
Dirigente de la compañía para el turismo, fue elegido alcalde de Trento por la Democracia Cristiana el 14 de enero de 1975 y el 24 de julio de 1980. En 1983 dimitió de su cargo para poder presentarse al Senado italiano. Durante los ocho años de gobierno, la coyuntura política fue muy inestable, con la irrupción de nuevos partidos y opciones políticas. En 1978 hizo cerrar la fábrica Sloi después de que un incendio en la factoría originara una nube tóxica de gran peligro.
Giorgio Tononi no resultó elegido senador, pero sí fue elegido miembro de la Junta de la Provincia autónoma de Trento, resultando también miembro de la Junta regional del Trentino-Alto Adige, cargo para el que fue reelegido en 1988, permaneciendo en el cargo hasta el final de 1993 (IX y X legislatura). Del 13 de diciembre de 1988 al 12 de abril de 1989 fue presidente de la junta regional.
En el 2005 ha sido elegido presidente de la Cruz Roja regional.